# سیارک ۲۵۶۹۵
سیارک ۲۵۶۹۵ (به انگلیسی: 25695 Eileenjang، نامگذاری:2000AD125)۲۵۶۹۵مین سیارک کشف شده‌است که در ۰۵ ژانویه ۲۰۰۰ کشف شد.